# Mojš
Mojš (em húngaro: Majosfalva) é um município da Eslováquia, situado no distrito de Žilina, na região de Žilina. Tem 2,59 km² de área e sua população em 2018 foi estimada em 1.183 habitantes.

## Demografia
| Ano:        | 1994 | 2004   | 2014     | 2024    |
| ----------- | ---- | ------ | -------- | ------- |
| Broj ljudi: | 490  | 450    | 924      | 1496    |
| Razlika:    |      | -8,16% | +105,33% | +61,90% |

| Ano:               | 2023 | 2024   |
| ------------------ | ---- | ------ |
| Número de pessoas: | 1450 | 1496   |
| Diferença:         |      | +3,17% |